# Île du Taureau
L'Île du Taureau (isola il Toro en italien, u Tóu en dialecte tabarquin) est un îlot inhabité d'origine volcanique faisant partie de l'Archipel des Sulcis, dans la province du Sud-Sardaigne, en Sardaigne.

## Géographie
L'île représente le lieu géographique le plus méridional du territoire sarde, située au sud de l'île de Sant'Antioco, dont elle est distante de 11 km. Elle est composée de roches volcaniques de l'ère tertiaire comme les trachytes. Sa surface rocheuse est dure et raide, abondamment érodée et modelée par les forces de la mer et du vent avec une absence quasi totale de terrain nécessaire à la végétation. Sa forme est quasiment circulaire avec un diamètre de 350 à 400 mètres et une superficie de 11 hectares. Une forme conique apparaît lentement jusqu'au point culminant, à 112 mètres au-dessus du niveau de la mer, lieu où se trouvaient les lanternes pour signaler l'île aux navigateurs de passage, accessible au moyen d'un escalier en pierre sculpté dans la roche. L'île ne possède pas d'abords protégés, ni de réserves d'eau ou de ressources de quelque sorte que ce soit.

## Faune et flore
L'île, aride, inaccessible et escarpée, possède une végétation arborée quasi absente, limitée semble-t-il à une espèce introduite par l'homme, Nicotiana glauca. Sa végétation herbacée est également peu variée, mais riche d'espèces endémiques. On y trouve de nombreuses espèces d'insectes et autres invertébrés ainsi qu'une espèce endémique de lézard ne vivant que sur cette île, dit Podarcis tiliguerta toro et le lézard, plus répandu, Phyllodactylus europaeus. Elle est également un important site de nidification pour diverses espèces d'oiseaux marins dont le puffin cendré et surtout le faucon d'Éléonore qui, comme dans les autres îles de l'archipel, nidifie annuellement, du printemps à la fin de l'été, migrant en automne à Madagascar où il hiverne.

## Sources de traduction
- (it) Cet article est partiellement ou en totalité issu de l’article de Wikipédia en italien intitulé « Isola il Toro » (voir la liste des auteurs).